# Citació
Una citació és una referència a un altre document. Hi ha moltes regles a favor del format i ús de tals citacions en diferents camps:
- En precedents legals.
- En citacions teològiques.
- En l'establiment de bases científiques.